# マウズ
マウズ（Mouz、旧称:mousesports）は、ドイツのプロeスポーツチーム。主にカウンターストライクを舞台として活動し、G7 Teamsの設立メンバーとしても知られる。
Mouzはかつてヨーロピアン・チャレンジャー・シリーズに出場していたが、現在はESLプロシリーズに出場している。

## 沿革

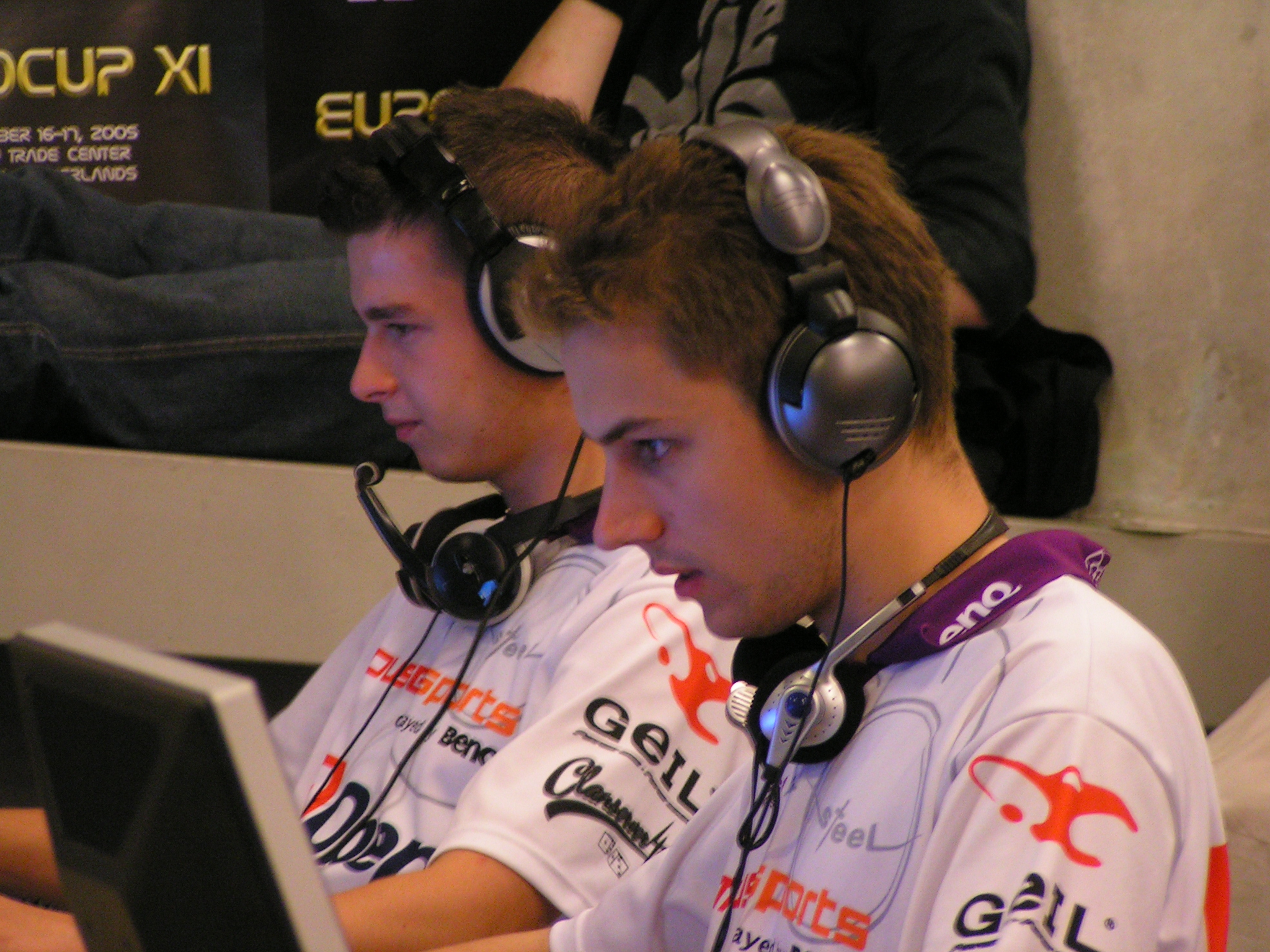
2005年のトーナメントにおけるMouzのUnreal Tournamentプレイヤー

Mouzは2002年、ベルリンにおいてカウンターストライクのチームとして結成された。小規模なトーナメントへの参加を繰り返しながら規模を拡大し、2006年にG7 Teamsが設立される頃にはヨーロッパを代表するプロeスポーツチームに成長し、参画するゲームもカウンターストライクのほかWarcraft III: Reign of Chaos、Quake 4、バトルフィールド1942、そしてUnreal Tournamentへと拡大していた。

2007年5月13日、MouzはWorld of Warcraftの公認ギルドであるNihilumを買収したことを発表した。NihilumはMouzの傘下に入り、ギルドは「Nihilum: mousesports MMO」へと再編された。以来、Nihilumはヨーロッパの大会においてMouz最強のチームであり続けた。
しかし、MouzとNihilumの関係は2008年の秋にかけて不安定なものとなり、10月10日、最終的にSK Gamingの元PvE(Player vs Environment）チームがNihilumのプレイヤーを編入することになり、1年半に及んだNihilumとMouzの提携関係に事実上の終止符が打たれた。ところが、MouzはNihilumのブランドを維持し続け、2009年8月1日にはWotLK WikiとNihilumのブランドにおいてコミュニティサイトを立ち上げた。
2009年4月20日、Mouzは大きな成功を得ていたにもかかわらず、ウォークラフトのDotA Allstarsの選手へのサポートを取りやめると発表した。　他方、2010年前半にはStarCraft: Brood Warへの参入を発表したが、そのチームはアメリカ、カナダ、ドイツ、ポーランドそしてウクライナのプレイヤーによって構成されていた。
Mouzは、結成後早期のうちに"Wings of Liberty"ベータ期間中だったスタークラフト2に着目し、チームの名声を高めることに成功した。
2010年7月29日、Mouzのカウンターストライクチームに所属していたAntonio Daniloski（コードネーム"cyx"）が、中国で予定されていた大会に赴くための飛行機に乗り過ごした後、タイヤの不具合を原因とする交通事故で死亡した。Antonioの死を受けて、Mouzのウェブサイトには多くの哀悼文、追悼文が掲載され、チームへの貢献が顕彰された。
Daniloskiの死から数ヶ月後、Mouzはチームに残ったカウンターストライクのプレイヤーであるFatih Dayik（コードネーム:"gob b"）、Navid Javadi（コードネーム:"Kapio"）、そしてChristian Chmiel（コードネーム:"Blizzard"）が次回のESL Proシーズン17ファイナルをもって引退することを発表した。
2012年5月、MouzはDota 2やLeague of Legendsと比較した市場の小ささを理由としてカウンターストライクへの参加を打ち切ると表明したが、その年の終わりにはカウンターストライクの新シリーズとしてリリースされたGlobal Offensiveへの参入を決めた。
2017年4月、MouzはDota 2のチームであったAd Finemをスポンサーすることを決定し、組織として2年ぶりにDota 2に復帰することとなった。しかし、このチームは12月には解散することとなる。

8月2日、MouzはChristian Garcia（コードネーム:loWel）との契約を解除する。4日には、Penta SportsからスカウトしMiikka　Kemppi（コードネーム:suNny）が後任となることを発表した。同じく8日にはDenis Howell（コードネーム:denis）を契約解除し、HellRaisers出身のMartin Styk（コードネーム:STYKO）が後任となることが発表された。
2018年3月、Mouzはレインボーシックス シージへの本格参入を決めた。
6月27日、MouzはVirtus.proに所属していたJanusz Pogorzelski（コードネーム:Snax）をスカウトしたことを発表した。Januszに代わり、ベンチ入りしていたMqartin Styk（コードネーム:STYKO）が引退した。
7月30日、MouzはロケットリーグをプレイするチームであるTigreee、Alex161そしてSkylineを買収すると発表した。Alex161とSkylineは以前はServette Esportsに所属しており、TigreeeはTeam Secretに所属していた。両チームはServette時代に獲得した出場資格を保持し、MouzのチームとしてRLCS Season 6に出場した。
10月15日、MouzはMqartin Styk（コードネーム:STYKO）がチームに復帰することを発表した。
11月15日、Mouzのレインボーシックス シージチームの監督がチームのMouzからの脱退そして監督自身の辞任を発表した。
2019年1月10日、MouzはcompLexity GamingからLinus　Möllergren（コードネーム:al0t）をスカウトしたことを発表した。
3月14日、Mouzはwoxic、frozen、そしてkarriganを買収し、その版図をさらに拡大した。同時にoskarが契約解除となり、suNnyとSTYKOがベンチ入りとされた。
2020年6月22日、Mouzはロケットリーグと関連する競技全体からの撤退を表明した。